# Українське національно-демократичне об'єднання
Українське національно-демократичне об'єднання (УНДО) — найбільша українська політична партія у Польській республіці.

## Відомості
Постала 12 липня 1925 з об'єднання двох крил Української Трудової Партії, Української Партії Національної Роботи і волинської національної групи Української Парламентарної Репрезентації: фактично була продовженням Національно-Демократичної Партії з подібною програмою.
Першим головою УНДО був Левицький Дмитро Павлович, генеральним секретарем Володимир Целевич. На другому народному з'їзді УНДО 19–20 листопада 1926 ухвалено програму партії, яка, подібно до програми колишньої Національно-Демократичної Партії, базувалася на ідеології соборності й державності, демократії й антикомунізму. На міжнародній арені УНДО вело боротьбу проти леґалізації чужого панування, а у варшавському сеймі й сенаті — за виконання Польщею її міжнародних і конституційних зобов'язань.
Найвищим органом УНДО був так званий Народний З'їзд (що два роки), який обирав Центральний (Народний) Комітет (41 член, що вибирав 10-членну екзекутиву); на місцях були повітові народні з'їзди, які обирали повітові народні комітети; у більших містах — окремі міські організації; у селах — мужі довір'я. УНДО являло собою не так модерну організацію, як широкий національний рух без точного реєстру членів, без членських внесків, за винятком Львова, але з виразною партійною дисципліною і взаємною лояльністю між проводом і низовими діячами.
Бувши провідною політичною силою, воно опанувало центральні освітні та господарські установи («Просвіта», Ревізійний Союз Українських Кооператив, Центросоюз, «Дністер» тощо) і за них відповідало перед народом через демократичний устрій цих установ. Під впливом УНДО була також найсильніша преса з щоденником «Діло» на чолі; офіціозом партії був тижневик «Свобода». УНДО гуртувало майже 3/4 громадського активу Галичини. У другій половині 1920-х воно поширило свій вплив і на Волинь (головні діячі: Сергій Хруцький, Борис Козубський, Михайло Черкавський), але згодом, під польським тиском його втратило.
З 1928 УНДО брало участь у виборах до польського парламенту і здобуло 26 мандатів до сейму (на 40 усіх українців) і 9 до сенату (на 11); 1930 в умовах пацифікації (тоді польська влада заарештувала 19 послів з УНДО, обраних 1928) — 17 (на 30), 1935 і 1938 — 23; воно творило в обох законодавчих палатах свої клуби та мало представників у президії Сейму і Сенату.
Намагання унормувати українсько-польські взаємини в Польщі, розпочаті проводом УНДО, і недотримання польським урядом взятих зобов'язань та посилений тиск на українців, спричинили гостру кризу в УНДО, наслідком якої Д. Левицький зрікся головування; на його місці головою став Василь Мудрий; вийшла група членів з Д. Палієвим на чолі і заснувала партію Фронту Національної Єдности; створилася внутрішня опозиція, яка гуртувалася біля «Діла»: Дмитро Левицький, Кость Левицький, Іван Кедрин-Рудницький, Степан Баран та інші, й опозиція нової жіночої організації «Дружина княгині Ольги», з М. Рудницькою на чолі; проти УНДО розпочали гостру кампанію УСПП і ОУН. Проголошення новим головою УНДО В. Мудрим нормалізації не дійсною (1938) призвело до вирівняння суперечностей у партії, але все це спричинило деяке послаблення впливів УНДО і зростання впливу націоналістичних організацій: ОУН, Фронту Національної Єдності тощо.
З московсько-радянською окупацією у вересні 1939 західноукраїнських земель УНДО майже перестало існувати: 25 вересня у Львові керівництво офіційно припинило діяльність партії, перед тим подібні рішення ухвалили політичні проводи Української соціал-демократичної партії й Української соціалістично-радикальної партії.
Наприкінці вересня — на початку жовтня 1940 в Західній Україні радянські оперативно-чекістські групи заарештували лідерів УНДО, колишніх послів до польського сейму, сенаторів І. Німчука, Г. Тершаковця, В. Целевича, Д. Левицького, К. Левицького, В. Кузьмовича, О. Луцького тощо.
1947 група його членів відновила партію в еміграції, яка входила до складу Української Національної Ради і Виконавчого Органу Державного Центру УНР.
Визначні діячі УНДО, крім названих: Володимир Бачинський, Степан Витвицький, Михайло Волошин, Михайло Галущинський, Антін Горбачевський, Володимир Загайкевич, Олена Кисілевська, Степан Кузик, Павло Лисяк, Любомир Макарушка, Юліан Павликовський, Зиновій Пеленський, Микола Творидло, Корнило Троян, Олекса Яворський.